# Muscimol
Muscimol é um dos principais constituintes psicoativos da Amanita muscaria e espécies relacionadas de cogumelo. O muscimol é sedativo-hipnótico, depressor e alucinógeno, considerado uma  Droga psicoativa. Este sólido incolor ou branco é classificado como isoxazol.
O muscimol entrou em fase de testes clínicos para a epilepsia, mas o estudo foi descontinuado.